# Edgar Chance

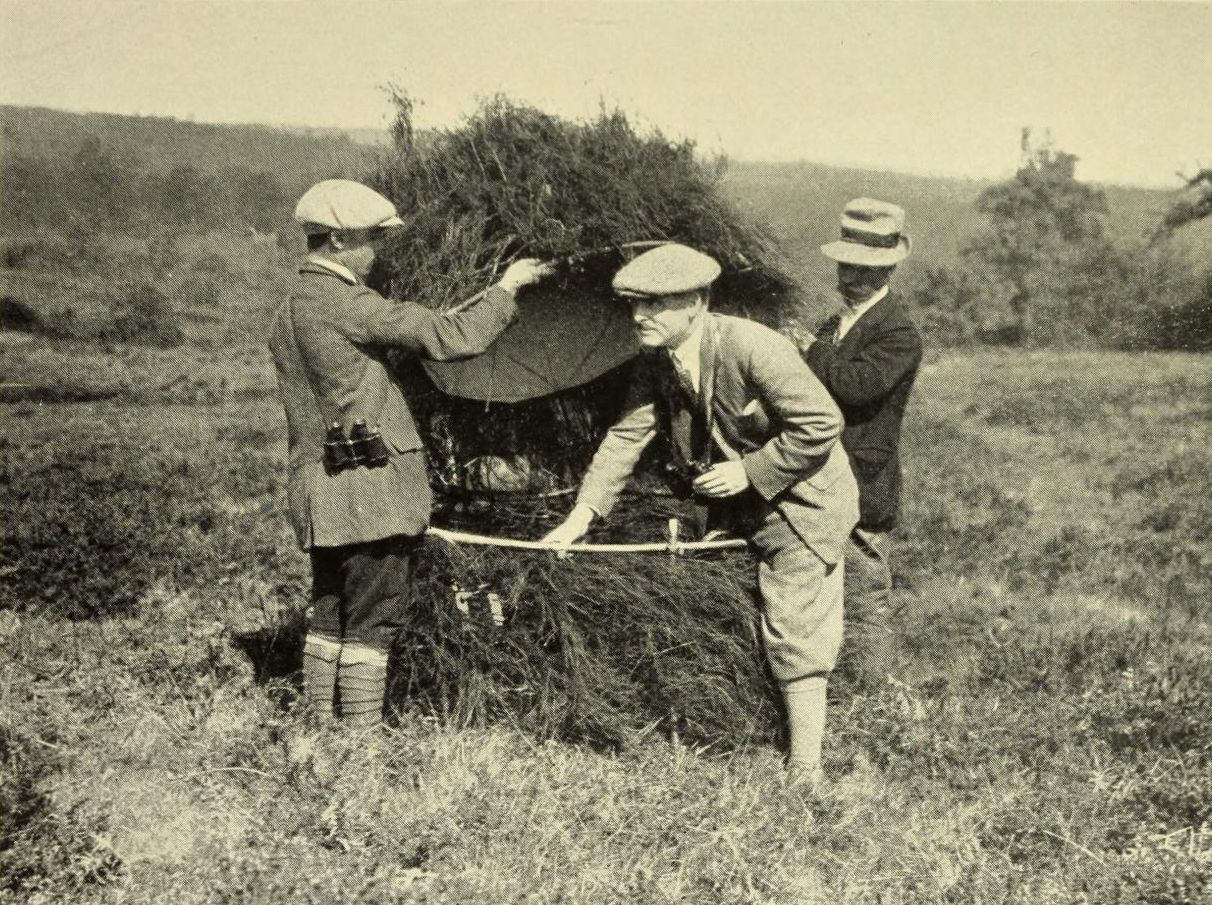
Edgar Chance (Bildmitte) 1922

Edgar Percival Chance (* 30. März 1881 in Birmingham; † 1955) war ein britischer Industrieller und Ornithologe, der in einem Zeitraum, in der das Sammeln von Vogeleiern noch legal war, eine Vogeleier-Sammlung von mehr als 25.000 Eiern zusammentrug. Bekannt ist er heute vor allem für seine wegweisenden Untersuchungen über den Brutparasitismus des eurasischen Kuckucks. Sein Versuch, weltweit die meisten Eier eines einzelnen Kuckucksweibchens während einer Brutperiode zu sammeln, führte zwischen 1918 und 1925 zu einer groß angelegten und sorgfältig ausgeführten Feldstudie über das Verhalten einzelner Kuckuckweibchen. Wegen seiner langjährigen Beschäftigung mit dem Verhalten des Kuckucks wurde er in Großbritannien auch unter dem Namen Cuckoo Chance bekannt.

## Leben und Wissenschaftsbeitrag
Chance wurde in Birmingham geboren und studierte am Trinity College der University of Cambridge. Er war ein wohlhabender Geschäftsmann, der das Chemieunternehmen Chance and Hunt leitete, das Chemikalien für die Glasproduktion herstellte. Er war verheiratet und hatte eine Tochter, die er nach der sogenannten Kuckucksblume Cardamine nannte.
Als Hobby sammelte Chance Vogeleier und war zunehmend von dem brutschmarotzenden Kuckuck fasziniert. Unter anderem hatte er gehört, dass der Ornithologe Eugene Rey in einer Brutsaison mehr als 20 Eier von einem einzelnen Kuckucksweibchen gesammelt hatte und unternahm große Anstrengungen, um diesen Rekord zu schlagen. Das Sammeln von Eiern einzelner Kuckucksweibchen war seit dem Ende des 19. Jahrhunderts häufiger betrieben worden, weil man darüber klären wollte, ob ein einzelnes Kuckucksweibchen in der Lage ist, die Farbe seiner Eier der Eierfarbe unterschiedlicher Wirtsvögel anzupassen oder ob es wie andere Vogelweibchen Eier legte, die in ihrer Schalenfarbe immer gleich sind. Um dies herauszufinden, sammelten Ornithologen wie August Carl Eduard Baldamus gezielt Serien von Kuckuckseiern, bei denen man sich sicher sein konnte, dass sie wegen des territorialen Verhaltens der Art von jeweils einem Weibchen stammten. Da sich dabei zeigte, dass die Eier eines Weibchens einander glichen, ging man bereits zu Ende des 19. Jahrhunderts davon aus, dass sich der Kuckuck auf jeweils eine Wirtsvogelart spezialisierte. Belegt war dies jedoch noch nicht.
Gemeinsam mit vier Assistenten begann Chance 1918 ein 400 Meter breites und 600 Meter langes Wiesengrundstück zu beobachten, auf dem sich auch Hecken befanden und das von drei Seiten an Wald angrenzte. Auf der Fläche brüteten unter anderem  Wiesen- und Baumpieper, Feldlerche, Goldammer, Schwarzkehlchen und Bluthänfling in den Hecken. 1918 fanden sie insgesamt 14 Eier, die sich auf Grund der unterschiedlichen Färbung zwei Kuckuckweibchen zuordnen ließen. Weibchen B hatte vier Eier ausschließlich in Nester des Wiesenpiepers gelegt, Weibchen A dagegen 10 Eier in die von Wiesenpieper und eines in das einer Feldlerche.
1919 kehrten beide Weibchen erneut zu dem Grundstück zurück. Von Weibchen A konnten 18 Eier gesammelt werden, dagegen von Weibchen B nur zwei Eier. Alle fanden sich in Nestern von Wiesenpiepern, obwohl auf dem Grundstück eine größere Anzahl Feldlerchen, Baumpieper und andere Arten brüteten. Den Rekord von Eugene Rey konnte Edgar Chance bereits 1920 einstellen. Um das Weibchen A in dem beobachteten Gebiet zu einer möglichst großen Eiablage zu bewegen, ließ er unter anderem künstliche Pieper-Nester anbringen. Da Kuckucksweibchen nur jeden zweiten Tag legen und eine Eiablage nur in Nester stattfindet, in denen sich bereits Eier befinden, ließ er an Tagen, an denen die von ihm beobachteten Weibchen legebereit waren, in noch leere Nester Eier von Piepern oder Lerchen legen. Er sammelte in diesem Jahr 21 Eier von Weibchen A, davon 20 in Wiesenpiepernester und eines erneut in das Nest einer Feldlerche.
Chance konnte damit nachweisen, dass Weibchen tatsächlich bevorzugt Nester einer Wirtsvogelart aufsuchen, dass sie die Nester ihres Wirtsvogels zuvor beobachten und dass die Eiablage innerhalb weniger Sekunden direkt in das Nest des Wirtsvogels stattfindet. Da man immer wieder Kuckucksweibchen mit einem Ei im Schnabel beobachtete, hatte man es zuvor für möglich gehalten, dass das Weibchen am Boden sitzend das Ei legt, dieses dann in den Schnabel nimmt und in das Nest des Wirtsvogels legt. Chance konnte belegen, dass die Eier, die Kuckucksweibchen im Schnabel tragen, Eier aus dem Gelege des Wirtsvogel sind und dass das Weibchen nur etwa 10 Sekunden für die Eiablage benötigt. Chance konnte auch klären, dass beim Kuckuck der bevorzugte Zeitpunkt für die Eiablage der Zeitraum vom Spätnachmittag bis zur Abenddämmerung ist.
Mit dem Verhalten von Weibchen A waren Chance und seine Mitarbeiter mittlerweile so vertraut, dass sie 1921 die Eiablage des Kuckuckweibchens zu filmen begannen. Chance konnte einigermaßen verlässlich vorhersagen, wann das Weibchen legen und welches Nest sie aufsuchen würde. Für den Kameramann errichtete man in der Nähe des Nestes ein Versteck, Chance stand in der Nähe des Baumes, von dem aus das Kuckucksweibchen das Nest des geplanten Wirtsvogels beobachtete. Sobald sie davon in Richtung des Nestes flog, gab er über einen Pfiff dem Kameramann das Zeichen, mit dem Filmen zu beginnen.
Weibchen A kehrte 1922 ein letztes Mal zu dem von Chance beobachteten Grundstück zurück. Chance stellte gemeinsam mit seinen Assistenten sicher, dass dem Weibchen eine sehr große Zahl an möglichen Nistplätzen zur Verfügung stand. In diesem Jahr legte das Weibchen 25 Eier, wobei auch Chance einräumte, dass dies nur auf Grund der zusätzlich angebotenen Wirtsnester möglich war.

## Einordnung
Nach dem Beispiel der von Chance durchgeführten Feldstudie wurden mehrere Feldstudien durchgeführt, die die Ergebnisse der Untersuchung von Edgar Chance bestätigten. Chance, der Eier aus vollständigen Gelegen von Wiesenpieper und Feldlerche entfernte, um Weibchen A zur Eiablage zu motivieren, unterschätzte allerdings die Nesträubertätigkeit von Kuckuckweibchen. In einer Feldstudie, die in der Nähe von Hamburg durchgeführt wurde, konnte Karsten Gärtner 1981 zeigen, dass 30 Prozent von Sumpfrohrsänger-Nester durch Kuckuckweibchen ausgeräubert wurden. Diese Nester enthielten entweder vollständige Gelege oder sogar bereits junge Nestlinge. Ein solches Verhalten zeigen nur Weibchen, der Grund für solche Aktivitäten ist daher nicht Nahrungsbedarf, sondern zielt darauf ab, die Singvögel zu einem Zweitgelege zu motivieren. In einer vorangegangenen Studie war bereits gezeigt worden, dass Kuckuckweibchen ein Viertel ihrer Eier in Gelege legen, die nach dem Verlust des ersten Geleges von den Wirtsvögel als zweiter Brutversuch gelegt werden.

## Veröffentlichungen

### Sachbücher
- 1922 – The Cuckoo's Secret.  Sidgwick and Jackson: London.
- 1940 – The Truth About the Cuckoo.  Country Life: London.

### Artikel
Edgar Chance veröffentlichte mehrere Artikel, darunter
- Edgar P. Chance, Harry W. Hann: The European Cuckoo and the Cowbird. In: Bird Banding. XIII. Jahrgang, Nr. 3, Juli 1942, S. 99–103, doi:10.2307/4509742 (englisch).

### Filme
- 1922 – Secrets of Nature: The Cuckoo's Secret. Produzent: Edgar Chance. Regisseur: Oliver Pike. Veröffentlicht durch British Instructional Films (BIF). 'The Cuckoo's Secret' ist auf der BFI-DVD 'Secrets of Nature' verfügbar., veröffentlicht in 2010.

## Einzelbelege
1. ↑  BBC UK: Birdwatcher gave 1922 cuckoo clue, aufgerufen am 16. Juli 2016
2. ↑  BBC UK: Birdwatcher gave 1922 cuckoo clue, aufgerufen am 16. Juli 2016
3. 1 2  Davies: Cuckoos, Cowbirds and Other Cheats. S. 30.
4. ↑  Davies: Cuckoos, Cowbirds and Other Cheats. S. 29.
5. 1 2  Davies: Cuckoos, Cowbirds and Other Cheats. S. 31.
6. ↑  Davies: Cuckoos, Cowbirds and Other Cheats. S. 31 und S. 32.
7. ↑  Davies: Cuckoos, Cowbirds and Other Cheats. S. 33.
8. 1 2  Davies: Cuckoos, Cowbirds and Other Cheats. S. 34.

| Personendaten    | Personendaten                               |
| ---------------- | ------------------------------------------- |
| NAME             | Chance, Edgar                               |
| ALTERNATIVNAMEN  | Chance, Edgar Percival (vollständiger Name) |
| KURZBESCHREIBUNG | britischer Ornithologe                      |
| GEBURTSDATUM     | 30. März 1881                               |
| GEBURTSORT       | Birmingham                                  |
| STERBEDATUM      | 1955                                        |